# 熊谷直明
熊谷 直明（くまがい なおあき、貞和5年（1349年） - 応永10年（1403年?））は南北朝時代から室町時代の武将。安芸三入荘を根拠とする国人。熊谷氏当主。父は熊谷直経。子に在直。官途は尾張守。初名は直明（直会とも）で、後に宗直と名乗る。通称小四郎、四郎左衛門尉、二郎左衛門、法名は雲外。一般的には宗直としての名が有名だが、後代の熊谷宗直との差別のため直明を題とする。

## 生涯
貞治4年/正平20年（1365年）、父の死と前後して家督を相続。新たに安芸守護職となった九州探題今川了俊に従い、文中2年/応安6年（1373年）には九州に出陣。永和4年/天授4年（1378年）から天授5年/康暦元年（1379年）にかけても、今川仲秋に従って直明本人や陣代の熊谷直忍が肥後まで出陣している。至徳2年/元中2年（1385年）には了俊より、新たに南原郷を拝領した。
明徳2年/元中8年（1391年）3月、直明の本庄系熊谷氏と庶流の新庄系熊谷氏が一揆契約を結び、今後は力を併せることを約束した。この際、新庄系熊谷氏からは熊谷重直、直忠らがこの一揆契約に加わった。応永6年（1399年）に発生した応永の乱では、3代将軍足利義満の命に従い、大内義弘討伐に加わった。
しかし、安芸国内での大内氏の勢力が衰退することにより、日本全国に多数の所領を持つ熊谷氏の勢力が目障りとなった義満は直明を挑発して挙兵させた。応永10年（1403年）、直明は南朝に降り、三入高松城に籠城するが、毛利光房、吉川経見、宍戸家秀、小早川義春、平賀貞宗、阿曽沼光郷、香川遠景等安芸国人衆らの連合軍の攻撃により降伏した。これにより直明は全所領を失い、失意の後に病死した。
また、『芸藩通志』では『陰徳太平記』の記述を引用して異説を紹介している。異説では、この戦いで直明は討死、幼少の在直は乳母に連れられて逃亡し、在直の元服後に足利満詮の推挙により、旧領の一部の三入荘を与えられたとされる。